# Basketball Association of America 1946/1947
Basketball Association of America 1946/1947 var den 1:a säsongen av den amerikanska proffsligan i basket som säsongen 1949/1950 bytte namn till National Basketball Association (NBA). Säsongen inleddes tisdagen den 1 november 1946 och avslutades måndagen den 31 mars 1947 efter 331 seriematcher. 
Den första matchen i ligan spelades mellan Toronto Huskies och New York Knicks i Maple Leaf Gardens, Toronto den 1 november 1946. New York Knicks vann matchen med 68-66 inför 7.090 åskådare.
Tisdag den 22 april 1947 blev Philadelphia Warriors det första mästarlaget genom att besegra Chicago Stags med 4-1 i matcher i en finalserie i bäst av 7 matcher.
Fyra av lagen som var med under första säsongen av ligan, Cleveland Rebels, Detroit Falcons, Pittsburgh Ironmen och Toronto Huskies spelade bara denna premiärsäsong. I och med att Toronto drog sig ur ligan skulle det dröja ända till säsongen 1995/1996 innan det åter fanns nåt NBA-lag från Kanada igen.

## Grundserien
Not: V = Vinster, F = Förluster, PCT = Vinstprocent
- Lag i GRÖN färg till slutspel.
- Lag i RÖD färg har spelat klart för säsongen.

| Lag                     | V  | F  | PCT  |
| ----------------------- | -- | -- | ---- |
| Washington Capitols     | 49 | 11 | .817 |
| Philadelphia Warriors   | 35 | 25 | .583 |
| New York Knicks         | 33 | 27 | .550 |
| Providence Steamrollers | 28 | 32 | .467 |
| Boston Celtics          | 22 | 38 | .367 |
| Toronto Huskies         | 22 | 38 | .367 |

| Lag                | V  | F  | PCT  |
| ------------------ | -- | -- | ---- |
| Chicago Stags      | 39 | 22 | .639 |
| St. Louis Bombers  | 38 | 23 | .623 |
| Cleveland Rebels   | 30 | 30 | .500 |
| Detroit Falcons    | 20 | 40 | .333 |
| Pittsburgh Ironmen | 15 | 45 | .250 |

## Slutspelet
Divisionsvinnarna gick direkt till spel i semifinal mot varandra i en serie i bäst av 7 matcher. Tvåorna och treorna spelade mot varandra i kvartsfinalserier i bäst av 3 matcher, där vinnarna sen mötte varandra i en semifinalserie i bäst av 3 matcher. Finalserien avgjordes i bäst av 7 matcher.
|  | Kvartsfinal | Kvartsfinal  | Kvartsfinal |              |    | Semifinal | Semifinal | Semifinal |  |  | NBA-final | NBA-final | NBA-final |
|  |             |              |             |              |    |           |           |           |  |  |           |           |           |
|  | E3          | New York     | 2           |              |    |           |           |           |  |  |           |           |           |
|  | W3          | Cleveland    | 1           |              |    |           |           |           |  |  |           |           |           |
|  | W3          | Cleveland    | 1           |              | E3 | New York  | 0         |           |  |  |           |           |           |
|  |             |              |             |              | E3 | New York  | 0         |           |  |  |           |           |           |
|  |             |              | E2          | Philadelphia | 2  |           |           |           |  |  |           |           |           |
|  | W2          | St. Louis    | E2          | Philadelphia | 2  | 1         |           |           |  |  |           |           |           |
|  | W2          | St. Louis    |             |              |    | 1         |           |           |  |  |           |           |           |
|  | E2          | Philadelphia | 2           |              |    |           |           |           |  |  |           |           |           |
|  |             |              |             |              |    |           |           |           |  |  | W1        | Chicago   | 1         |
|  |             |              | E2          | Philadelphia | 4  |           |           |           |  |  |           |           |           |
|  |             |              |             |              |    |           |           |           |  |  |           |           |           |
|  |             |              |             |              |    |           |           |           |  |  |           |           |           |
|  |             | W1           | Chicago     | 4            |    |           |           |           |  |  |           |           |           |
|  |             |              |             | 4            |    |           |           |           |  |  |           |           |           |
|  |             |              | E1          | Washington   | 2  |           |           |           |  |  |           |           |           |
|  |             |              | E1          | Washington   | 2  |           |           |           |  |  |           |           |           |
|  |             |              |             |              |    |           |           |           |  |  |           |           |           |

### NBA-final
Philadelphia Warriors mot Chicago Stags
| Match   | Datum    | Hemmalag     | Bortalag     | Resultat |
| ------- | -------- | ------------ | ------------ | -------- |
| Match 1 | 16 april | Philadelphia | Chicago      | 84 - 71  |
| Match 2 | 17 april | Philadelphia | Chicago      | 85 - 75  |
| Match 3 | 19 april | Chicago      | Philadelphia | 72 - 75  |
| Match 4 | 20 april | Chicago      | Philadelphia | 74 - 73  |
| Match 5 | 22 april | Philadelphia | Chicago      | 83 - 80  |

Philadelphia Warriors vann finalserien med 4-1 i matcher